# Poroto-Berge
Die Poroto-Berge sind ein Gebirgszug im Südwesten von Tansania.

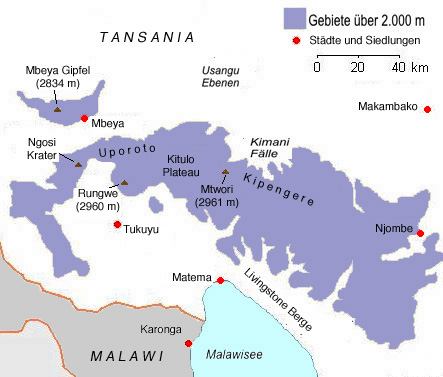
Das südliche Hochland von Tansania

## Geografie
Die Poroto-Berge sind ein Teil des südlichen Hochlandes von Tansania. Sie liegen zwischen dem Rukwasee im Nordwesten und dem Malawisee im Südosten, rund 20 Kilometer südlich von Mbeya.

### Umgrenzung
Der Gebirgszug verläuft in Ost-West-Richtung und wird im Norden von der Usangu-Ebene begrenzt, im Osten schließen die Kipengere-Berge an, manchmal werden die Poroto-Berge auch als der nordwestliche Teil der Kipengere-Berge bezeichnet, abgegrenzt durch das Kitulo-Plateau. Die Grenze im Süden bildet der Fluss Kiwira.

### Hydrographie
Den südlichen Teil der Poroto-Berge entwässert der Fluss Kiwira in den Malawisee. Am Nordhang entspringt eine Reihe kleiner Bäche, die über den Songwe in den Rukwasee fließen.

### Gipfel
Der höchste Gipfel der Poroto-Berge ist der Ngozi (auch Ngosi genannt) mit 2621 Meter. Er liegt am Nordrand der Caldera des Ngozi-Kraters, der von einem Kratersee gefüllt ist.

## Geologie
Der Ngozi ist ein Vulkan, der vermutlich im Pleistozän entstanden ist. Die Caldera stammt von einem Ausbruch vor etwa 10.000 bis 12.000 Jahren. Studien zeigen, dass es heute noch hydrothermale Quellen im Kratersee gibt.

## Naturschutz
- Poroto Ridge ist ein 112 Quadratkilometer großes Gebiet, das 1937 als Waldreservat geschützt wurde. Es umfasst den Kratersee Ngozi und weite Teile westlich davon. Es wird von der Tanzania Forest Services Agency verwaltet.[8]
- Ngalijembe liegt östlich des Ngozi. Es ist ein 1956 gegründetes Waldreservat mit einer Größe von 3 Quadratkilometern.[9]